# Callistethus rothkirchi
Callistethus rothkirchi är en skalbaggsart som beskrevs av Ohaus 1914. Callistethus rothkirchi ingår i släktet Callistethus och familjen Rutelidae. Inga underarter finns listade.